# 죽천항
죽천항은 경상북도 포항시 북구 흥해읍 죽천리에 있는 어항이다. 1973년 10월 16일 지방어항으로 지정하여 관리하고 있다. 시설관리자는 포항시장이다. 영일만 신항 남쪽에 위치하고 있는 어항으로 배후에 신항이 건설되어 관광어촌으로 발전할 여지가 큰 어항이며, 생활권을 포항과 함께하고 있다. 남쪽에 어촌정주어항으로 여남항, 환호항, 두호항 들이 각각 소규모 어항시설을 갖추고 있어 이 지역 어선들이 정박한다.

## 어항 구역
본 항의 어항구역은 다음과 같다.
- 수역: 방파제 선단부에서 정 서쪽에 위치한 죽천 앞산봉우리와 연결된 항내

## 항해 정보
영일만 내의 서측 해상에서 가장 좋은 항해목표물은 여남갑의 백색 팔각형 여남갑등대(등고 33미터)이다. 이 어항 북쪽 해역은 영일만 신항 건설에 따른 각종 작업선들이 운행하므로 주의하여야 한다. 항내 수심은 약 0.5~2.9미터, 저질은 모래이고 소형어선의 접안이 가능하다.

## 시설 현황
방파제와 물양장이 있으며, 급유는 수협 탱크로리, 급수는 자체 조달, 선박수리는 포항 수리시설을 이용하고, 폐유저장탱크는 물양장에 있으며 수협에서 수거한다.

## 교통 정보
포항에서 20번 지방도는 해안을 따라서 죽천리를 경유하여 포항까지 연결된다.

## 여행 정보
숙박시설은 없으며, 식당이 5개소가 있다. 흥해읍에 영일민속박물관, 사찰로는 천마산 남쪽의 용화사가 있으며, 마을 서측에는 해변 총연장 900미터, 해변 폭 50미터인 죽천 간이 해수욕장이 있다.